# Wiktor Gorzołka
Wiktor Gorzołka (ur. 1908 w Łabędach, zm. 24 sierpnia 1944) – polski działacz społeczny i narodowy, redaktor dwutygodnika Związku Polaków w Niemczech "Słowo Śląskie" i współwydawca "Katolika trzyrazowego".
Uczestniczył w zjazdach młodzieżowych organizowanych przez polskie środowiska w całych Niemczech. Był działaczem młodzieżowym Związku Polaków w Niemczech. W 1934 roku wraz z Józefem Kachlem i Wincentym Wawrzyniakiem był inicjatorem tzw. "buntu młodych". 
W latach 1933–1939 prezes ZPMK na Śląsku Opolskim. W latach 1936–1937 sekretarz Związku Polaków na Śląsku. Latem 1937 roku aresztowany, wypuszczony w listopadzie tegoż roku.
Po napaści III Rzeszy na Polskę został 11 listopada 1939 roku ponownie aresztowany i wraz z innymi działaczami życia polskiego osadzony w Buchenwaldzie. Należał tu do współorganizatorów obozowego polskiego ruchu oporu.  
Zginął 24 sierpnia 1944 roku podczas nalotu amerykańskich samolotów na zakłady wojskowe znajdujące się w pobliżu Buchenwaldu.
Patronuje jednej z ulic w Gliwicach, Groszowicach (Opole), a także w Gorzowie Śląskim.